# Pandro S. Berman
Pandro Samuel Berman (* 28. März 1905 in Pittsburgh, Pennsylvania; † 13. Juli 1996 in Beverly Hills, Los Angeles, Kalifornien) war ein US-amerikanischer Filmproduzent.

## Leben
Sein Vater Henry war in den Gründungsjahren Hollywoods einer der Manager von Universal Pictures, und so wuchs Pandro S. Berman in den 1910er-Jahren mit direktem Kontakt zum Filmgeschäft auf. Seine ersten eigenen Schritte im Filmgeschäft machte er Mitte der 1920er-Jahre als Regieassistent von Stummfilmregisseuren wie Malcolm St. Clair und Ralph Ince. Danach war er bei FBO als Filmeditor tätig, schließlich bei RKO Pictures.
Während einer Krise bei den Dreharbeiten des von RKO produzierten Filmes The Gay Diplomat im Jahr 1931 ersetzte er den ursprünglichen Produzenten Henry Hobart. Da sich Berman bewährte, wurde er zu einem der wichtigsten Filmproduzenten der RKO. Unter anderem war er für die Produktion der populären Musicalfilme des Leinwandpaares Fred Astaire und Ginger Rogers verantwortlich, darunter Genreklassiker wie Top Hat und Swing Time. 1937 produzierte er den Filmhit Bühneneingang um eine Gruppe junger Schauspielerinnen, 1939 die klassisch gewordene Literaturverfilmung Der Glöckner von Notre Dame.
Bis 1940 arbeitete Berman für RKO, wechselte aber dann nach internen Streitigkeiten zu MGM. Dort war er für aufwendige Starproduktionen verantwortlich, etwa Kleines Mädchen, großes Herz und Vater der Braut mit Elizabeth Taylor. Ab 1963 war er als unabhängiger Produzent tätig.
Von 1960 bis zu ihrem Tode war er mit der Produzentin Kathryn Hereford verheiratet. Sein Bruder Henry Berman war als Editor im Filmgeschäft tätig und gewann 1967 mit Grand Prix einen Oscar für den Besten Schnitt.

## Filmografie (Auswahl)
- 1924: Rin Tin Tin rettet seinen Herrn (Find Your Man) (als Regieassistent)
- 1933: Morning Glory
- 1934: Of Human Bondage
- 1934: The Life of Vergie Winters
- 1934: The Richest Girl in the World
- 1934: Tanz mit mir! (The Gay Divorcee)
- 1934: The Age of Innocence
- 1935: I Dream Too Much
- 1935: Novak liebt Amerika (Romance in Manhattan)
- 1935: Roberta
- 1935: Sylvia Scarlett
- 1935: Ich tanz mich in dein Herz hinein (Top Hat)
- 1936: Marine gegen Liebeskummer (Follow the Fleet)
- 1936: Winterset
- 1936: Maria von Schottland (Mary of Scotland)
- 1936: Swing Time
- 1936: That Girl from Paris
- 1937: The Soldier and the Lady
- 1937: Quality Street
- 1937: Tanz mit mir (Shall We Dance)
- 1937: Ein Fräulein in Nöten (A Damsel in Distress)
- 1937: Bühneneingang (Stage Door)
- 1938: Room Service
- 1938: Sorgenfrei durch Dr. Flagg – Carefree (Carefree)
- 1939: Der Glöckner von Notre Dame (The Hunchback of Notre Dame)
- 1941: Mädchen im Rampenlicht (Ziegfeld Girl)
- 1944: Das siebte Kreuz (The Seventh Cross)
- 1944: Drachensaat (Dragon Seed)
- 1944: Kleines Mädchen, großes Herz (National Velvet)
- 1945: Das Bildnis des Dorian Gray (The Picture of Dorian Gray)
- 1946: Der unbekannte Geliebte (Undercurrent)
- 1947: Endlos ist die Prärie (The Sea of Grass)
- 1947: Liebe auf den zweiten Blick (Living in a Big Way)
- 1948: Die drei Musketiere (The Three Musketeers)
- 1949: Geheimaktion Carlotta (The Bribe)
- 1949: Madame Bovary und ihre Liebhaber (Madame Bovary)
- 1949: Frauen um Dr. Corday (The Doctor and the Girl)
- 1950: Vater der Braut (Father of the Bride)
- 1951: Ein Geschenk des Himmels (Father’s Little Dividend)
- 1951: Drei auf Abenteuer (Soldiers Three)
- 1951: Begegnung in Tunis (The Light Touch)
- 1952: Ivanhoe – Der schwarze Ritter (Ivanhoe)
- 1952: Im Schatten der Krone (The Prisoner of Zenda)
- 1953: Die schwarze Perle (All the Brothers Were Valiant)
- 1953: Arzt im Zwielicht (Battle Circus)
- 1953: Die Ritter der Tafelrunde (Knights of the Round Table)
- 1955: Die Saat der Gewalt (Blackboard Jungle)
- 1955: Liebe, Tod und Teufel (Quentin Durward)
- 1956: Knotenpunkt Bhowani (Bhowani Junction)
- 1956: Anders als die anderen (Tea and Sympathy)
- 1957: Jailhouse Rock – Rhythmus hinter Gittern (Jailhouse Rock)
- 1958: Die Brüder Karamasow (The Brothers Karamazov)
- 1960: Telefon Butterfield 8 (Butterfield 8)
- 1963: Der Preis (The Prize)
- 1965: Träumende Lippen (A Patch of Blue)
- 1969: Alexandria – Treibhaus der Sünde (Justine)

## Auszeichnungen (Auswahl)
- 1977 wurde er mit dem Irving G. Thalberg Memorial Award ausgezeichnet.

Academy Awards
- 1935: Oscar-Nominierung für Scheidung auf amerikanisch
- 1938: Oscar-Nominierung für Bühneneingang
- 1951: Oscar-Nominierung für Vater der Braut
- 1953: Oscar-Nominierung für Ivanhoe – Der schwarze Ritter